# Amphiomya notabilis
Amphiomya notabilis är en ormstjärneart som beskrevs av Hubert Lyman Clark 1939. Amphiomya notabilis ingår i släktet Amphiomya, och familjen trådormstjärnor. Inga underarter finns listade.